# Exército de Libertação de Portugal
O Exército de Libertação de Portugal (ELP) foi uma organização terrorista de extrema-direita criada por Agostinho Barbieri Cardoso (ex-subdiretor-geral da PIDE/Direção-Geral de Segurança) em 6 de janeiro de 1975. Fundada e dirigida através de Madrid, Espanha.

### Objetivos
No seguimento das mudanças ocorridas após 25 de abril de 1974, determinados movimentos ambicionavam um refluxo dessas mudanças. O ELP "Surgiu como o braço armado das organizações mais radicais de oposição ao processo político desencadeado a 25 de abril".
O principal objectivo do ELP era lutar contra os movimentos de esquerda do pós-25 de Abril de 1974, nomeadamente o COPCON (Comando Operacional do Continente) e a LUAR (Liga de Unidade e Acção Revolucionária). Da mesma forma, combatia o MFA por defender que este não representava o exercito. 

### Ações
A primeira acção foi o assalto, destruição e posterior incêndio da sede do MDP/CDE em Bragança, no dia 26 de Maio, o Centro de Trabalho do PCP, de Fafe, em 12 de junho. A 16 de junho seria a sede da UDP em AVer-o-Mar, na Povoa do Varzim.  A partir dai foram incendiadas mais de 100 sedes partidárias,  a maioria do Partido Comunista Português e de outros partidos de esquerda. De facto, entre os 453 atentados que o PCP reclama ter sido alvo, mais de 70%, aconteceram na região Norte.

### Co-participantes
Destas, cerca de 30 foram atribuídas ao ELP, mas em muitas outras,  a autoria foi muitas vezes confundida com outros movimento como o MDLP (Movimento Democrático de Libertação de Portugal) e do Movimento Maria da Fonte cujos objetivos no combate ao comunismo eram convergentes. O MDLP era um movimento militar que tinha surgido no rescaldo do 11 de Março de 1975, data da tentativa de golpe do general António de Spínola e alguns quadros dos partidos de direita desmantelados em 1974. Já o Movimento Maria da Fonte, era uma rede alimentada pela Igreja Católica no norte de Portugal, em colaboração com elementos da sociedade civil.
A Igreja a Norte, a partir de Braga e através do Conego Melo, foi um elemento catalizador da revolta, alimentada num sentimento anti comunista que se foi-se alastrando a outros sectores da sociedade mas cujas acções vieram a reduzir-se substancialmente, a partir do 25 de Novembro de 1975.
Ver artigo mais desenvolvido do MDLP (Movimento Democrático de Libertação de Portugal).

### Exposição pública
Por esses receios, a 23 de março de 1975, esta organização seria denunciada pelo brigadeiro Eurico Corvacho (comandante da Região Militar Norte e que representava o referido COPCON no Norte de Portugal) numa conferência de imprensa difundida em directo pela emissora nacional de televisão RTP.
Perante a referida acusação, em 29 de março, o ELP, em notícia divulgada pela imprensa, nega qualquer intervenção no Golpe de 11 de Março mas afirma-se pronto a actuar em todo o território português.
Tinha-se instalado o chamado Verão Quente de 1975, durante o qual [carece de fontes?] assim como, participado a vários atentados bombistas a sedes de partidos políticos de esquerda.